# Штефенешть (Мечука, Вилча)
Штефенешть, Штефенешті (рум. Ștefănești) — село у повіті Вилча в Румунії. Входить до складу комуни Мечука.
Село розташоване на відстані 168 км на захід від Бухареста, 44 км на південний захід від Римніку-Вилчі, 53 км на північ від Крайови.

## Населення
За даними перепису населення 2002 року у селі проживали 66 осіб, усі — румуни. Усі жителі села рідною мовою назвали румунську.